# Abri de l'Inselberg Susky
L'Abri de l'Inselberg Susky est un monument historique situé dans la ville de Maripasoula, en Guyane.
Le site est inscrit monument historique par arrêté du 8 mars 2002. Il porte le nom de Susky en l'honneur de François Susky, un pilote de la région.